# Keresztespuszta
Keresztespuszta est un hameau (puszta) qui est administrativement une partie extérieure (külterület) de la commune de Görcsöny, dans le comitat de Baranya en Hongrie.

## Géographie
Keresztespuszta est situé sur la route entre Pellérd et Görcsöny, au sud-ouest de Pécs.

## Histoire
Keresztes (aujourd'hui Keresztespuszta) est mentionné pour la première fois en 1289. Le nom indique une terre qui appartenait à des chevaliers croisés (keresztes lovagok).
L'un des romans les plus célèbres de la littérature hongroise, Les étoiles d'Eger (Egri csillagok) de Géza Gárdonyi, commence à Keresztes.